# سنجق أسكوب

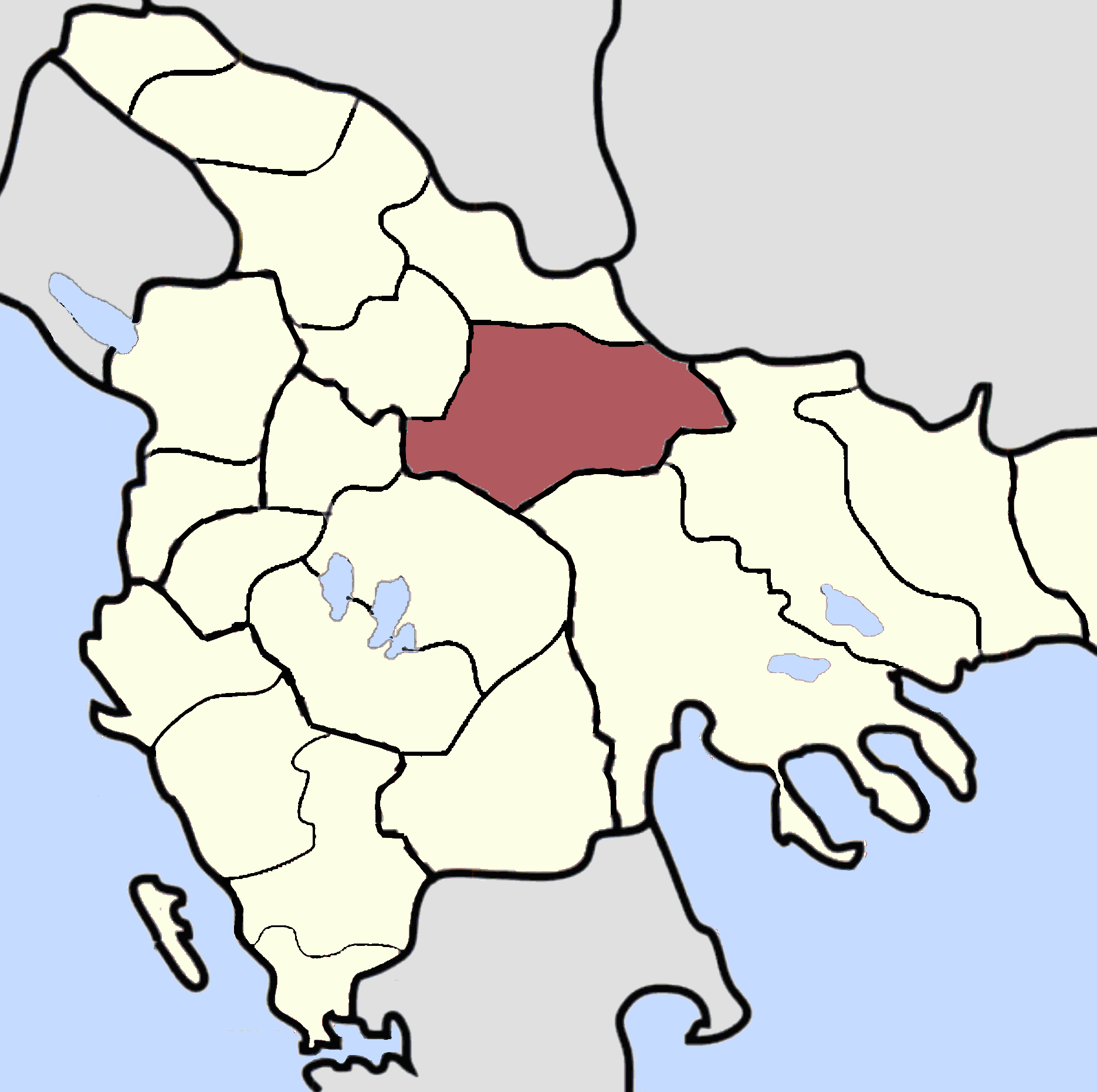
السنجق

سنجق أسكوب أحد سناجق إيالة قوصوه أيام الدولة العثمانية. وكانت قاعدته مدينة أسكوب. كان يسكنه 151 ألف و546 نسمة حسب سجلات 1905-1906.